# Uttar Pradesh
Uttar Pradesh (pronunciació en hindi: /ˈʊtːəɾ pɾəˈdeːʃ/; en anglès: /ˌʊtər prəˈdɛʃ/) és un estat de la Unió Índia. Limita al nord amb Nepal i és envoltat pels estats d'Uttaranchal, Himachal Pradesh, Haryana, Delhi, Rajasthan, Madhya Pradesh, Chhattisgarh, Jharkhand i Bihar. La capital n'és Lucknow.

## Geografia física
L'estat és situat al sud de l'Himàlaia, i ocupa la conca alta del Ganges, regió baixa coberta d'al·luvions i solcada pels afluents d'aquest riu.

## Població
El territori és molt densament poblat. Altres grans ciutats són Kānpur, Benarés i Agra. Els idiomes oficials són l'hindi (90,1%) i l'urdu (9,0%). Hi ha una minoria musulmana important.

## Economia
El 75% de la població es dedica a l'agricultura en petites explotacions. La regió agrupa un terç de les terres regades del país, i els conreus són dobles (arròs a l'estiu i blat a l'hivern). Hi són importants les oleaginoses i la canya de sucre, de la qual hom extreu quasi la meitat del sucre produït al país. Altres conreus: cotó, mill, ordi, blat de moro. Té indústria tèxtil, del vidre, de transformació agrícola i de material ferroviari.

## Història
El territori és situat al cor de l'Índia històrica, i formà part de la majoria dels antics estats indis (els d'Asoka, Babur i d'altres). La Companyia Britànica de les Índies Orientals hi establí el 1835 un enclavament que esdevingué colònia britànica (províncies del Nord-oest) i, un segle més tard, fou província autònoma de l'Índia britànica. L'any 1950 fou integrat com a estat federat a la Unió Índia. L'any 1967, a conseqüència de la creació d'un govern amb participació comunista, i l'any 1973, després de greus aldarulls a Kānpur i Ramagar, el govern central suspengué el d'aquest estat i n'assumí l'administració directa (president rule).

## Ciutats destacades
- Hargam.
- Jalesar.
- Hastinapur.
- Ichauli.
- Irich.